# I.W. Tegner & Kittendorff
Ikke at forveksle med det foto- og xylografiske værksted Kittendorff & Aagaard
I.W. Tegner & Kittendorff var en dansk litografisk virksomhed, der sammen med Em. Bærentzen & Co. var ledende inden for faget i 1800-tallet.
Isac Wilhelm Tegner (1815-1893) etablerede sammen med Johan Adolph Kittendorff (1820-1902) det litografiske institut I.W. Tegner & Kittendorff i 1850, og da begge grundlæggerne var dygtige håndværkere og kunstnere, fik firmaet stor succes. De havde begge tidligere arbejdet hos Em. Bærentzen. Deres speciale var portrætter, og de lavede litografier af over tusinde personer, heriblandt Bertel Thorvaldsens portræt efter Horace Vernet, Tordenskjolds efter Balthasar Denner, Adam Oehlenschlægers efter J.V. Gertner og Peder Griffenfelds efter Abraham Wuchters.
Firmaet overtog også opgaven med Prospecter af danske Herregaarde. Blandt makkerparrets betydeligste arbejder er kridtlitografier efter malerier, f.eks. efter Jørgen Sonnes og Niels Simonsens billeder fra Treårskrigen. Gennem årene udkom i serien Billeder efter danske Malere, i alt 186 litograferede blade efter værker af 133 kendte danske malere fra Albert Küchler til Julius Paulsen.
Senere litograferede Tegner & Kittendorff også portrætter efter fotografier, og det blev denne nye billedmetode, der i slutningen af århundredet udkonkurrerede det litografiske portræt. Firmaet ophørte med Tegners død i 1893.